# Salboro

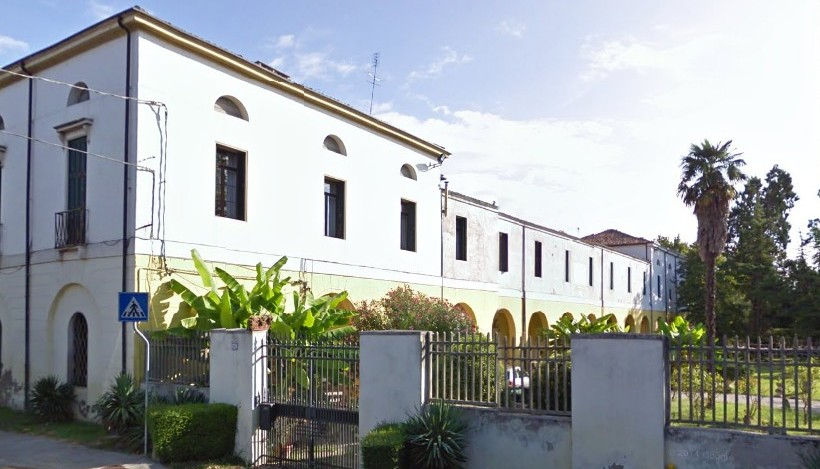

Salboro è una frazione del comune italiano di Padova.

## Geografia fisica
Sorge a sud del centro storico di Padova dal quale dista circa 5 km, lungo la strada provinciale 3 diretta da Padova ad Anguillara Veneta. Nei pressi si snodano i confini comunali con Ponte San Nicolò (frazione Rio) e Albignasego (frazione San Giacomo).
Dei corsi d'acqua si cita lo scolo Baracchia, che si muove in direzione ovest-est lambendo Pozzoveggiani, località minore che si estende a sud del paese. per poi confluire sul fiume Bacchiglione nei pressi di Roncajette.
Per la sua posizione periferica, la zona mantiene ancora i suoi caratteri rurali e vi sussistono tutt'oggi alcune aziende agricole e zootecniche.

## Storia
Di Salboro si hanno notizie dal X secolo d.C.  ma ha probabilmente origini più antiche data la posizione lungo la romana via Annia. Del medesimo periodo sono i resti di una centuriazione, ancora riconoscibile nelle attuali vie Palla Strozzi e San Giacomo.
In un diploma dell'imperatore Berengario del 918 è attestata Publiciano o Pobliciano, divenuta nel 1027 Puteus Vitaliani: è l'attuale località Pozzoveggiani, in cui sorge la chiesa di San Michele che è la più antica della zona. Il toponimo potrebbe legarsi alla presenza di un puteus "pozzo" e a un possidente di epoca romana, Vitellius; esiste una tradizione che lo rimanda a Vitalianus, padre della martire Giustina di Padova che sarebbe stato proprietario dei terreni circostanti.
Nel 1045 compare il locus ubi dicitur Selburia, mentre nel 1055 si cita la villa que dicitur Spasano. Probabilmente Spasano, sede della chiesa di Santa Maria Assunta, era il centro principale, mentre Salboro rappresentava una località minore. In seguito i ruoli si ribaltarono, tanto che nel 1595, per la prima volta, la chiesa di Santa Maria è detta "di Salboro". Salboro sembra avvicinarsi al latino silvarium, ad indicare una località boscosa; Spasano è forse derivato da spatium e da patēre "essere aperto", nel senso di "ampia distesa pianeggiante".
Le chiese di Spasano-Salboro e di Pozzoveggiani erano unite sin dai tempi più antichi, anche se la seconda ebbe per diverso tempo un proprio cimitero e una propria fabbriceria. Inoltre, il rettore di Spasano-Salboro doveva celebrare messa alternativamente nei due luoghi di culto.

## Monumenti e luoghi d'interesse

### Vecchia parrocchia
Citata per la prima volta, accanto alla chiesa di San Michele, in un diploma del vescovo Bellino di Padova del 1130, fu cappella dipendente dall'arcipretato di Padova. Nel 1686 fu visitata dal vescovo Gregorio Barbarigo che la reputò di dimensioni insufficienti, tuttavia venne ampliata solo a partire dal 1859; nell'occasione, coro e presbiterio furono spostati da est a ovest.

### Nuova parrocchiale
Nonostante i rifacimenti, la vecchia chiesa di Salboro non era ancora sufficiente ad accogliere l'accresciuta popolazione: il 19 ottobre 1954 il vescovo Girolamo Bartolomeo Bortignon notò che la chiesa era povera e di dimensioni anguste, ma anche che gli abitanti erano restii a sostenere le ingenti spese per una nuova costruzione. Ciononostante, il 21 novembre 1970 iniziò l'erezione del nuovo luogo sacro accanto all'altro, su progetto degli architetti Pietro Bettella e Filippo Navarra. Fu inaugurato nel 1974 e consacrato nel 1977.

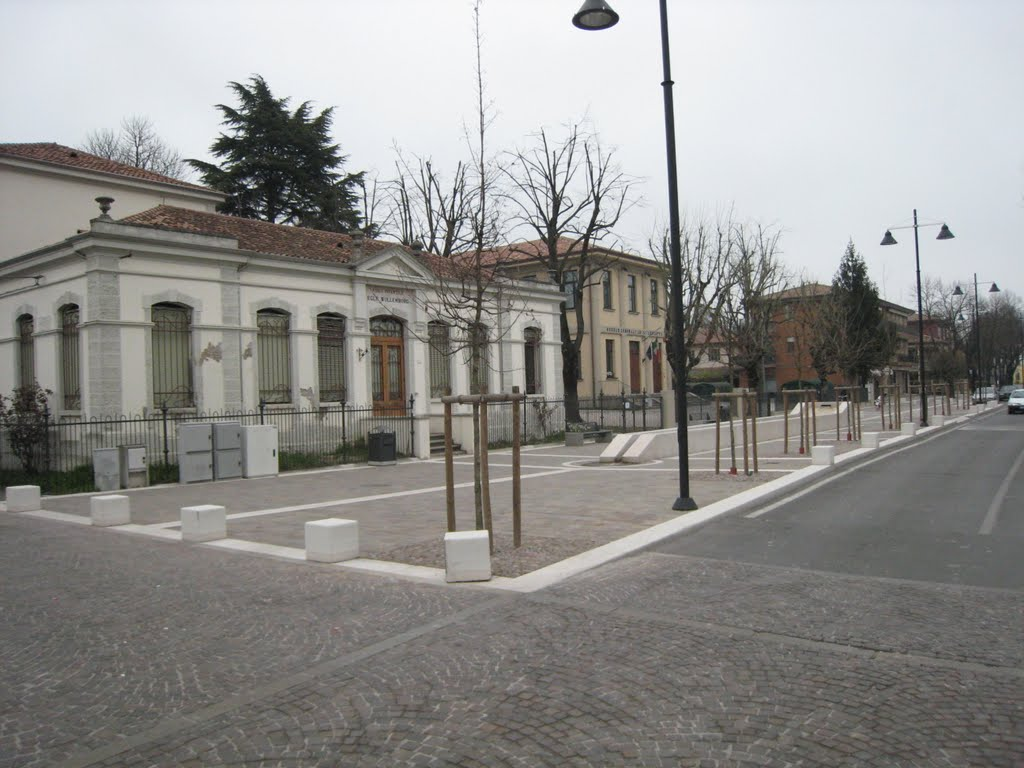
Veduta esterna dell'ingresso della Scuola per l'Infanzia Egle Wollemborg

A pianta curvilinea e alzato a stella, culmina con una volta sostenuta dalla trabeazione perimetrale, conferendole l'aspetto di una tenda. Il presbiterio è sovrastato da un Cristo in rame sbalzato di Giampaolo Menegazzo. Vi sono conservate anche alcune opere d'arte provenienti dalla vecchia chiesa: spicca una tela di Giovan Battista Bissoni del 1609, raffigurante l'Assunzione della Madonna con i dodici apostoli e il committente; più recente il fonte battesimale scolpito nel 1943 Luigi Strazzabosco, con quattro scene tratte dalle Sacre Scritture.

### Chiesa di San Michele di Pozzoveggiani
Come già detto, è citata accanto all'attuale parrocchiale a partire dal 1130, ma è probabilmente la più antica chiesa della zona.

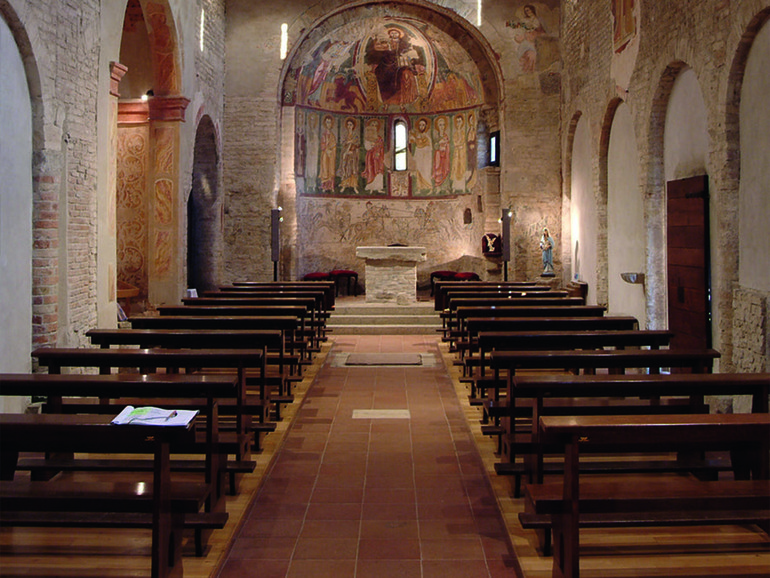
Interno Basilica di Pozzoveggiani (San Michele Archangelo)

Conserva un ciclo di affreschi del XII secolo, raffigurante Cristo in maestà, gli evangelisti e gli apostoli Taddeo, Matteo, Giacomo, Giovanni e Pietro.
La chiesa di San Michele Arcangelo si trova a cinque chilometri da Padova sulla strada per Bovolenta nella frazione Pozzoveggiani, questo nome deriva anticamente da PUTEUS VITALIANI, dove "puteus" significa "pozzo" (sul lato sud è presente infatti un pozzo) e "Vitaliani" un ricco terriero era stato il padre di Santa Giustina e uno dei primi cristiani. Questa zona è stata occupata dai Longobardi nel VI secolo, qui vicino vi era la capitale Cividale, mentre Treviso, Vicenza e Verona erano sotto il dominio di Alboino.
Venne edificata nel XII secolo sopra un edificio più antico, una cella memoriale del VI - VII secolo di forma cubica, con l’abside eccezionalmente rivolta ad ovest invece che ad est com'era consuetudine degli antichi edifici. Per questo motivo fu "ritrasformata" ribaltandone la facciata e la posizione dell'altare di modo che fosse rivolto ad est. Inoltre fu notevolmente ampliata in tre navate e tre absidi semicircolari. Successivamente tra la fine del XVI e l’inizio del XVII secolo fu trasformato in oratorio utilizzando solo la navata centrale. La navata sud è stata demolita ed infatti dall’esterno si vedono ancora le colonne murate.
Nonostante questi pesanti cambiamenti la chiesa conserva lo stile iniziale bizantino con forte influenza carolingia. Il muro ha una distribuzione di mattoni a spina di pesce, una metologia costruttiva già abbastanza avanzata per l'epoca.
È una delle chiese più antiche della provincia di Padova, rimasta intatta fino a noi, forse anche perché in disparte da un centro abitato, quasi nascosta. Una chiesetta campestre ai margini del bosco proveniente dalle prime costruzioni cristiane, conservando le origini della religione come dentro uno scrigno.
Sul fianco meridionale interno sono state innestate due formelle in terracotta riportanti figure geometriche e zoomorfe.
All’interno sono presenti splendidi affreschi romanici del X-XIII secolo che ricoprono la cella memoriale (antico edificio) e l’abside. I più antichi sono le immagini degli Apostoli che si trovano nelle arcate. Poi nel catino absidale emerge un Cristo Pantocreatore nella mandorla con attorno i quattro evangelisti. Vi è anche il simbolo del Cristo, un pellicano che dà nutrimento col proprio sangue ai piccoli. Nella parte inferiore vi sono cavalieri in armatura.
Nella fascia inferiore dell'abside, quella più in prossimità del suolo, sono rappresentati a "sinopia" cavalieri in duello, animali e figure zoomorfe e antropomorfe. Questo gruppo figurativo poco ha a che fare con e sacre immagini soprastanti, essendo rappresentazione "a sé" senza un riferimento sacro o narrativo. Simile e quasi identica ai cavalieri presenti nella chiesa di Summaga, sempre in Veneto, la fascia di San Michele Arcangelo si trova nella zona più sacra della chiesa, dietro l'altare.
Perché raramente, ma comunque più volte e in una chiesa vicina, sono stati rappresentati a "sinopia" cavalieri in duello all'interno di un luogo sacro? Uomini a cavallo che nulla hanno a che fare con guerre sante, templari o santi guerrieri, personaggi sconosciuti con scudi e lance, attorniati da animali e figure antropomorfe.
C'è chi ha spiegato l'immagine come "gioco di penna", come se l'artista si fosse allenato o avesse provato gli strumenti prima di coprire le immagini con figure sacre. Oppure semplicemente in questo luogo era sacra la figura stessa del cavaliere perché sapeva difendere la gente, proteggere gli indifesi, grazie al suo onore puro e volto a Dio. Dopotutto armi e armature erano estremamente care nel medioevo, in pochi se le potevano permettere, i contadini naturalmente si difendevano come potevano, quindi un uomo d'arme che prestava la sua protezione era visto come un "salvatore".

### Villa Penada, Rocchetti, Dolfin, Rasi
Si trova nel centro abitato, all'incrocio tra via Lago Dolfin e via Pietro Bembo.
Costruita nell'Ottocento, si caratterizza per il grande parco che si sviluppa a nord della casa padronale, progettato da Giuseppe Jappelli. Lo spazio a sud, che un tempo doveva costituire un giardino più raccolto, aperto verso la campagna, è ora occupato da un maneggio. Lo stesso palazzo ha subito delle modifiche interne poiché è stato adibito a ristorante.

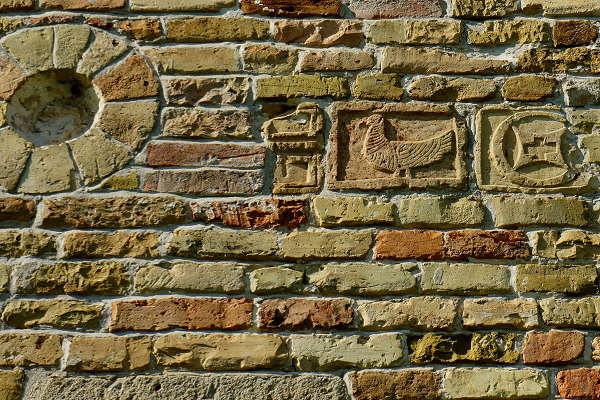

Questo edificio è un volume di forma allungata orientato in direzione est-ovest. È costituito da un corpo porticato alle cui estremità si innalzano due corpi a torre, anch'essi con arcate al piano terra. Questo schema "torre-loggia-torre" non è unico, ma si ripete anche in alcune ville venete della provincia di Vicenza: si citano il castello di Thiene, villa Pisani a Bagnolo di Lonigo, villa Rezzonico a Bassano del Grappa.
Delle facciate del palazzo, quella nord, rivolta al parco, e quella ovest, lungo la strada principale, si distinguono per una maggiore attenzione decorativa: al piano terra è stato utilizzato il bugnato rustico, le finestre sono incorniciate e sopra gli architravi si trova una modanatura lavorata a listelli.